# Hippasa simoni
Hippasa simoni là một loài nhện trong họ Lycosidae.
Loài này thuộc chi Hippasa. Hippasa simoni được Tord Tamerlan Teodor Thorell miêu tả năm 1887.